# Dictator (Rome)

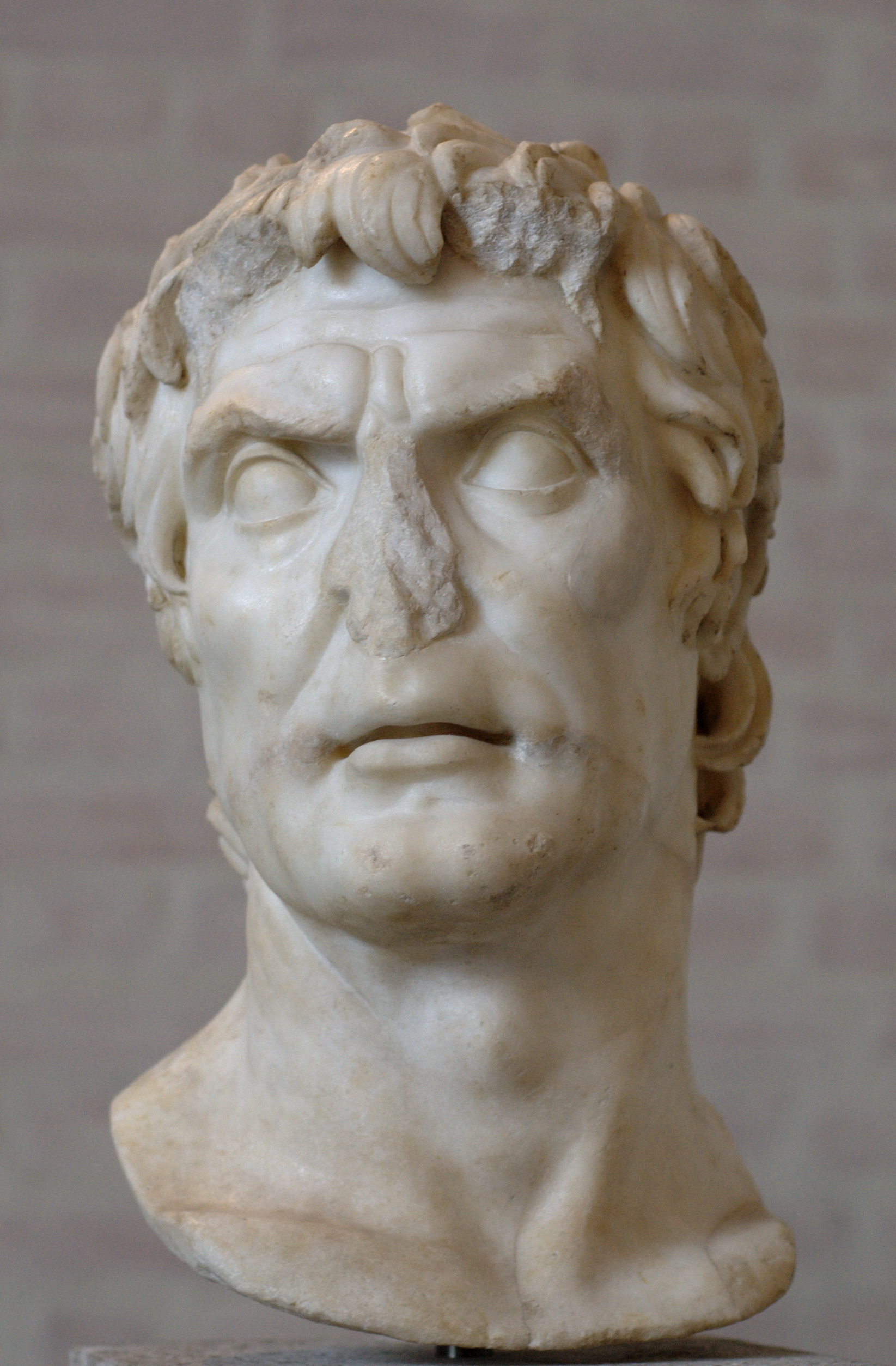
Sulla

Dictator (Latijn: degene die dicteert), een term die afkomstig is uit de Romeinse Republiek, was oorspronkelijk een magistraat met vergaande bevoegdheden die in tijden van nood door de Senaat werd aangesteld voor een tijdelijke periode van 6 maanden, om orde op zaken te stellen. Dit in tegenstelling tot de moderne dictator die zijn eenmaal verworven macht meestal niet vrijwillig zal afstaan. Een andere titel voor dictator was magister populi (meester van het volk). Hij werd geassisteerd in zijn taak door zijn magister equitum. Als teken van zijn waardigheid werd hij vergezeld door 24 lictoren. Na de periode van maximaal 6 maanden gaf de dictator zijn bevoegdheden terug aan de senaat die dan eventueel, als de crisis nog niet opgelost was, weer een nieuwe dictator koos.
De dictator werd ook een sella curulis toegekend, daar de dictator alle magistraturen in zich zou verenigen.
In 202 v.Chr. was Gaius Servilius Geminus de laatste "gewone" dictator. Na deze tijd was Rome zo machtig dat geen tegenstander het rijk meer kon bedreigen en was de aanwijzing van een dictator niet meer nodig. Aan het einde van de Romeinse Burgeroorlog tussen Sulla en Gaius Marius greep Sulla de macht en liet zich tot dictator benoemen om af te rekenen met zijn vijanden en een staatshervorming door te voeren. Sulla's dictatoriaat onderscheidde zich in formele zin alleen van de eerdere invulling doordat de termijn van een half jaar niet meer werd gebruikt. Desondanks gaf Sulla na een jaar zijn bevoegdheden op en trok zich terug uit het openbare leven. De laatste dictator was Julius Caesar die zich tijdens de laatste burgeroorlog deze macht toe-eigende. Hij was eerst gewoon dictator, werd vervolgens voor een periode van 10 jaar benoemd en kreeg in januari of februari 44 v.Chr. zelfs het dictatorschap voor het leven toegekend. Hij werd daarmee een dictator in de hedendaagse betekenis van het woord: iemand die zijn absolute macht nooit vrijwillig zal afstaan. Dit leidde er mede toe dat een aantal senatoren hem ervan verdacht een echte monarchie te willen starten, waarop hij werd vermoord. Zijn opvolger Augustus heerste ook als een dictator, maar hield de schijn van de Republiek in stand met zijn principaat. 
Een dictator rei gerendae of seditionis sedandae causa bezat volledige macht, terwijl een dictator imminuto iure creatus slechts voor enkele minder belangrijke werkzaamheden werd aangesteld.

## Bekende dictators
- Titus Larcius (501 v.Chr.)
- Marcus Furius Camillus (396,386,385,365,363)
- Lucius Quinctius Cincinnatus (458 v.Chr.; 439 v.Chr.)
- Marcus Valerius Corvus (342 v.Chr.; 301 v.Chr.)
- Publius Cornelius Rufinus (333 v.Chr.)
- Lucius Papirius Cursor I (325 v.Chr.)
- Quintus Fabius Maximus Rullianus (315 v.Chr.)
- Appius Claudius Caecus (285 v.Chr.; 292 v.Chr.)
- Aulus Atilius Calatinus (249 v.Chr.)
- Quintus Fabius Maximus Verrucosus Cunctator (221 v.Chr.(?)–219 v.Chr.; 217 v.Chr.)
- Gaius Servilius Geminus (202 v.Chr.)
- Publius Sulpicius Galba Maximus (203 v.Chr.)
- Lucius Cornelius Sulla (81 v.Chr.-79 v.Chr.)
- Gaius Julius Caesar (46 v.Chr.-44 v.Chr.)